# CSS Working Group
Рабочая группа по CSS (Рабочая группа по каскадным таблицам стилей) — рабочая группа, созданная Консорциумом Всемирной паутины (W3C) в 1997 году для решения проблем, которые не были решены с помощью CSS уровня 1. По состоянию на декабрь 2022 года в состав CSSWG входило 147 человек.

## История
В начале 1996 года Хокон Виум Ли сотрудничал с Бертом Босом, который уже разрабатывал новый язык браузера под названием SPP, чтобы создать первую версию стандарта CSS (CSS1). Они представили свои достижения дважды, в 1994 и 1996 годах на конференциях «Mosaic and the Web» в Чикаго. В то время только создавался W3C, и работа Лия и Боса привлекла их внимание.
- CSS уровня 1 появился как рекомендация W3C в декабре 1996 года.
- Та же группа, работавшая над CSS, также разрабатывала HTML и DOM. Эта группа, Редакционный совет HTML, в 1997 году была разделена по трем различным программам.
- Крис Лилли руководил рабочей группой CSS, созданной в W3C в феврале 1997 года для решения проблем, обнаруженных в ходе раннего внедрения и принятия CSS 1.
- Набор тестов CSS 1 был создан Эриком А. Мейером, Хоконом Виумом Лием и Тимом Боландом вместе с другими участниками и завершился в 2018 году.
- В конце 1998 года была выпущена первая версия CSS 2. В 1999 году была выпущена версия (CSS 2.1).
- К 1999 году в «Рабочей группе по каскадным таблицам стилей и свойствам форматирования» состояло 15 членов.
- В 1999 году началась работа над CSS 3, но до 2006 года она сталкивалась с серьёзными ограничениями.
- В 2005 году рабочая группа CSS решила, что уже опубликованные стандарты (CSS 2.1, текст CSS3 и т. д.) следует пересмотреть и обновить.

## Преимущества для участников
Члены рабочей группы CSS принадлежат к более широкой организации W3C. Это членство дает им четыре важных преимущества; взаимодействие, стратегия, участие и лидерство. Первую предоставленную характеристику можно объяснить скорее как возможность встретиться и поработать с «ведущими компаниями, организациями и отдельными людьми», специализирующимися на веб-технологиях. «Предложения по деятельности W3C» стратегически изучаются и управляются участниками, что дает им возможность работать методично. Участие в рабочей группе CSS позволяет членам изменять/формировать технологии, влияющие как на бизнес, так и на потребителей. Наконец, члены CSS играют важную роль в проекте W3C по разработке веб-стандартов, что требует лидерских качеств и преданности своему делу.